# Sloan R. Gill

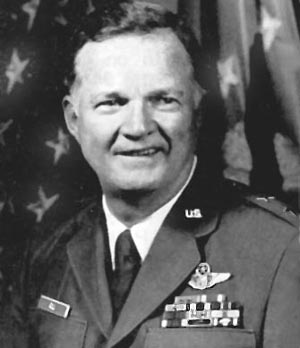
Sloan R. Gill

Sloan Reid Gill (* 3. Dezember 1929 in Molena, Pike County, Georgia; † 22. August 2011 in Thousand Oaks, Ventura County, Kalifornien) war ein Generalmajor der United States Air Force. Er war unter anderem Kommandeur der 4. Luftflotte.
Er besuchte die Staunton Military Academy in Virginia und studierte danach am Georgia Institute of Technology. Über dessen ROTC-Programm gelangte er im Jahr 1952 in das Offizierskorps der United States Air Force. Dort durchlief er anschließend alle Offiziersränge vom Leutnant bis zum Zwei-Sterne-General.
Im Lauf seiner militärischen Karriere absolvierte er verschiedene Kurse und Schulungen. Dazu gehörten unter anderem eine Ausbildung zum Kampfpiloten und weitere Fortbildungskurse als Pilot neuer Flugzeugtypen. Im Jahr 1954 nahm er an der Operation Wounded Warrior teil. Dabei ging es um die Evakuierung französischer Soldaten der Fremdenlegion aus der belagerten Festung Điện Biên Phủ in Nordvietnam. Im Dezember 1955 stellte er einen Rekord auf als er mit einer C-118 Maschine in 10 Stunden und 22 Minuten die Strecke zwischen der McGuire Air Force Base in New Jersey und der Rhein-Main Air Base in Frankfurt in Deutschland bewältigte.
Zwischen 1956 und 1962 war er nicht im aktiven Militärdienst, sondern gehörte Reserveeinheiten an. Während der Kubakrise im Herbst 1962 wurde er wieder aktiviert. Dabei war er Pilot von Flügen in das südliche Florida, die Truppen und Nachschubmaterial dorthin brachten. Im weiteren Verlauf gehörte er zwischenzeitlich wieder der Reserve an. In der Folge kommandierte er einige Reserveeinheiten.
Im Juni 1978 übernahm er das Kommando über das 433. Transportgeschwader (433rd Airlift Wing), das der 4. Luftflotte unterstand. Zwischen Mai 1979 und März 1981 gehörte er dem Stab im Hauptquartier der Air Force an, wo er stellvertretender Leiter der für Reserveangelegenheiten zuständigen Abteilung war. Im April 1981 übernahm er als Nachfolger von Sidney S. Novaresi das Kommando über die 4. Luftflotte. Dieses Amt bekleidete er bis zum 1. November 1982 als Robert G. Mortensen seine Nachfolge antrat. Als Nächstes erhielt Sloan Gill die Leitung der Stabsabteilung für Reserveangelegenheiten im Hauptquartier der Air Force. Dieses Amt bekleidete er bis zu seiner Pensionierung im Dezember 1989.
Der mit Dolores Pittman verheiratete Offizier starb am 22. August 2011.

## Orden und Auszeichnungen
Sloan Gill erhielt im Lauf seiner militärischen Laufbahn unter anderem folgende Auszeichnungen:
- Legion of Merit
- Meritorious Service Medal
- Aerial Achievement Medal
- Combat Readiness Medal
- National Defense Service Medal
- Vietnam Service Medal
- Armed Forces Reserve Medal
- Vietnam Campaign Medal (Südvietnam)
- Gallantry Cross (Südvietnam)